# Stanisław Szelest
Stanisław Szelest (ur. w 1901, zm.?) – kapitan, uczestnik II wojny światowej, dowódca Brygady im. Wandy Wasilewskiej Armii Ludowej.

## Życiorys
Podoficer Wojska Polskiego w stopniu wachmistrza żandarmerii. W czasie II wojny światowej dowódca oddziału partyzanckiego Polscy Patrioci działającego za Bugiem. Oddział sformowany został w sierpniu 1943 i początkowo liczył 60 ludzi. Należał do zgrupowania dowodzonego przez gen. Aleksego Fiodorowa. Następnie w stopniu kapitana został dowódcą Brygady im. Wandy Wasilewskiej sformowanej w 1944 w okolicach Lubieszowa na Polesiu. W kwietniu Brygada przekroczyła Bug i znalazła się na terenie Lubelszczyzny z zadaniem prowadzenia dywersji na liniach kolejowych Łuków–Brześć, Łuków–Lublin i Lublin–Chełm W czerwcu 1944 roku Szelest brał udział w bitwie na Porytowym Wzgórzu a w czasie walk w Puszczy Solskiej został ciężko ranny.